# Juan Agudelo
Juan Sebastián Agudelo, född 23 november 1992, är en amerikansk fotbollsspelare som spelar för San Antonio. Han har även representerat USA:s landslag.

## Karriär
Den 28 december 2019 värvades Agudelo av Inter Miami.